# Власинеста шипка
Власинестата шипка (Rosa tomentosa) е вид храст от семейство Розови (Rosaceae).

## Разпространение
Растението се среща в долния до среден планински пояс: от 100 до 1200 m надморска височина.

## Описание
Власинестата шипка е висока до 3 метра. Има прави клонки със зигзаговидни цветоносни клончета. Шипчетата са леко сърповидно извити. Листата са сложни нечифтоперест с 5 или 7 листчета, които от долната страна са напластени. Цветовете могат да са единични или в съцветия от 3 до 8; чашелистчетата са с власинки и след узряването на плода остават върху него. Плодът е жлезист.